# Zbigniew Juroszek
Zbigniew Eugeniusz Juroszek (ur. 7 lipca 1962 w Cieszynie) – polski przedsiębiorca, założyciel i właściciel przedsiębiorstwa Atal oraz współwłaściciel (do 2023 roku) firmy bukmacherskiej Star-Typ Sport.
Posiadał bardzo bogatą kolekcję różnego typu znaczków, którą sprzedał za prawie 400 tysięcy dolarów. Kwota ta stała się jego kapitałem, który wykorzystał na założenie pierwszego biznesu. W 1990 roku założył przedsiębiorstwo Atal, które początkowo było dostawcą materiałów dla polskich producentów odzieży. Później zaczął inwestować w sektorze nieruchomości. W roku 2003 jego spółka podjęła pierwsze przedsięwzięcia deweloperskie w budownictwie mieszkaniowym we Wrocławiu, a następnie w kolejnych lokalizacjach w całej Polsce.
W 2023 roku wpłacił 40 tysięcy złotych na rzecz Platformy Obywatelskiej.
W 2024 roku został sklasyfikowany wraz z synem Mateuszem na 7. miejscu listy 100 najbogatszych Polaków tygodnika „Wprost” z majątkiem oszacowanym na 7 mld zł.